# 烏夜啼 (古琴曲)
〈烏夜啼〉，古琴曲，以南朝宋臨川王劉義慶之故事為題材所作，被收錄於約三十部琴譜中。首見於《神奇秘譜》，為中卷的〈霞外神品〉最後一曲。今有姚丙炎、吳文光依《神奇秘譜》打譜，以及管平湖照《自遠堂琴譜》打譜的版本。

## 曲意
《神奇秘譜》：「臞仙曰：『是曲者，蓋古曲也。』按《唐書》〈樂志〉曰﹕『〈烏夜啼〉者，宋臨川王義慶所作也。元嘉十七年，徙彭城王義康於豫章；義慶時為江州剌史。至鎮相見而哭。文帝聞而怪之，徵還宅，大懼。伎妾夜聞烏夜啼聲，扣齋閣云，『明日應有赦。』其年更為南兗州剌史，因是而作〈烏夜啼〉之曲。』蓋臨川王之作古樂府耳，非琴操也。大㮣樂府之於琴操喻意同。」

## 琴譜
被收錄於《神奇秘譜》、《新刊發明琴譜》、《風宣玄品》、《琴譜正傳》、《西麓堂琴統》、《步虛僊琴譜》、《杏莊太音補遺》、《五音琴譜》、《重修真傳琴譜》、《琴書大全》、《文會堂琴譜》、《徽言秘旨》、《大還閣琴譜》、《澄鑒堂琴譜》、《徽言秘旨訂》、《琴譜析微》、《五知齋琴譜》、《自遠堂琴譜》、《天聞閣琴譜》、《琴學叢書》等約三十部明清譜中。

## 演奏版本
- 《神奇秘譜》，姚丙炎打譜，[3][4]姚丙炎、姚公白演奏，[5][6][7][8]為姚門代表曲目之一。[9]

- 《神奇秘譜》，吳文光打譜，[10]吳文光、楊秋悅、余青欣等人演奏。[11][12][13][14]

- 《自遠堂琴譜》，管平湖打譜並演奏。[15]

## 外部連結
- YouTube上的〈烏夜啼〉錄影，《神奇秘譜》本，吳文光打譜，吳文光演奏
- YouTube上的〈烏夜啼〉錄音，《神奇秘譜》本，吳文光打譜，吳文光演奏
- YouTube上的〈烏夜啼〉錄音，《神奇秘譜》本，吳文光打譜，楊秋悅演奏，收錄於《飛英遊弦》